# Periscope (application)
Pour les articles homonymes, voir Périscope.
Periscope est une application logicielle pour appareils mobiles fonctionnant sous le système d'exploitation iOS et Android développée par Kayvon Beykpour et Joe Bernstein. Elle permet à l'utilisateur de retransmettre en direct ce qu'il est en train de filmer. Twitter achète cette startup, le 13 mars 2015, durant le South by Southwest la même année pour un montant compris entre 50 et 100 millions de dollars américains. Periscope s'arrête en 2020.

## Histoire
C'est en 2013 que Kayvon Beykpour, un Irano-américain et Joe Bernstein, les deux fondateurs de Periscope ont eu l'idée de créer une application permettant de voir en live les sujets dont les utilisateurs de Twitter discutent entre eux. C'est plus particulièrement durant le mouvement protestataire de 2013 au parc Gezi d'Istanbul, Beykpour s'est connecté à Twitter pour lire ce qu'il se passait, mais celui-ci a été très frustré de ne pouvoir que lire et non voir ce qu'il s'y passait.
Ils fondent l'entreprise en février 2014 sous le nom initial de Bounty et lèvent très rapidement 1,5 million de dollars de fonds auprès d'un collectif composé de : Scott Belsky, Maveron, Google Ventures, Menlo Ventures, Bessemer, Stanford – StartX et Sam Shank dès avril 2014.
Periscope est acquis  par Twitter en janvier 2015, quelque temps avant son lancement public. L'acquisition est révélée officiellement dans un tweet de Periscope, lui-même retweeté par Dick Costolo, le CEO de Twitter le 13 mars 2015. Periscope est publiquement lancé quelques jours plus tard, le 26 mars 2015.
Le 12 août 2015, Periscope annonce avoir dépassé les 10 millions de comptes seulement 4 mois après son lancement et en profite pour relever que chaque jour, l'équivalent de 40 ans de vidéos sont regardés sur leur application.
Le 9 décembre 2015, Apple nomme Periscope  meilleure application iPhone de l'année. 
Le 26 janvier 2016, Periscope fait une mise à jour qui autorise à diffuser en live à partir d'une GoPro.
Le 15 décembre 2020, Twitter annonce la fermeture de son application Periscope en mars 2021. Le réseau social a évoqué une baisse de l'utilisation et des coûts de maintenance trop élevés comme raisons derrière sa décision.

## Fonctionnement
Après s'être inscrits et connectés via Twitter ou leur numéro de téléphone, les utilisateurs de Periscope peuvent diffuser en streaming (en direct) des vidéos prises n'importe où dans le monde, permettant à d'autres utilisateurs inscrits ou non sur la plateforme de les visualiser durant les 24 heures suivant la fin de l'enregistrement.
Les utilisateurs de Periscope sont en mesure de choisir de rendre publique leur vidéo, ou simplement visible à certains utilisateurs tels que leurs amis ou les personnes qu'ils suivent. Periscope permet notamment aux spectateurs d'envoyer des « cœurs », en guise de reconnaissance.
Ces vidéos sont diffusées en flux direct depuis l'application, et il suffit de créer un compte pour voir des vidéos de milliers d’utilisateurs dans le monde entier. Il est possible de suivre des personnes et de publier ses propres vidéos pour les partager avec la communauté des utilisateurs.
Depuis le 26 janvier 2016, il est possible de diffuser la vidéo de sa caméra GoPro depuis Periscope.
À partir de février 2019, une nouvelle fonctionnalité permet de faire des directs avec plusieurs intervenants à distance. Periscope permet d'inviter toute personne du public à rejoindre l'émission.

## Utilisations notables de l'application
Periscope a été utilisé dans le cadre de tragédies ou d'évènements de communication particulièrement relayés, qui ont contribué à la reconnaissance en France de l'application dans le grand public au début de l'année 2016.

### Affaire Serge Aurier
Après avoir répondu à un commentaire d'internaute lors d'une diffusion en direct le 13 février 2016, Serge Aurier, footballeur au Paris Saint-Germain, insulte des membres de son équipe, usant d'injures à caractère homophobe et traitant notamment son entraîneur Laurent Blanc de « fiotte » et ses coéquipiers Salvatore Sirigu et Angel Di Maria respectivement de « guez » (nul) et de « guignol ». Il est immédiatement écarté de l'effectif du PSG par les dirigeants avant de s'excuser dans une vidéo le lendemain. L'affaire, qui éclate à deux jours d'un match de Ligue des champions contre Chelsea, a donné lieu à un grand nombre de commentaires d'acteurs du monde du football et du sport et a été fortement relayée sur les réseaux sociaux. Serge Aurier a rencontré les dirigeants du PSG à ce sujet le lundi 22 février. Le joueur a été condamné à jouer en CFA, avec l'équipe réserve du PSG, jusqu'au 21 mars 2016.

### Visite présidentielle d'une entreprise
Le 2 mars 2016, l'utilisation par François Hollande de Périscope lors d'une visite d'entreprise suscite à nouveau l'intérêt des journalistes et de l'opinion publique pour l'application ; des spectateurs du flux video en profitent pour le commenter de manière engagée.

### Nuit debout
Au quatrième jour du mouvement Nuit debout installé Place de la République à Paris, Rémy Buisine, jeune community manager, se munit de son téléphone et filme en direct l'Assemblée Générale pendant près de 4 heures. Sur son compte, il a rassemblé plus de 80 000 personnes présentes au même instant sur le live. Cette diffusion est un record d'audience en France pour cette application. Au total, près de 385 000 personnes ont été touchées par la vidéo.

### Affaires SFR

#### Dégradation volontaire de matériel en situation professionnelle
En mars 2016, deux salariés de l'opérateur SFR brisent le téléphone apporté en réparation par une cliente jugée désagréable. Cet acte est annoncé et diffusé sur Periscope, ce qui vaudra aux deux employés d'être finalement licenciés,.

#### Insultes antisémites et misogynes
Le 31 mai 2016, deux salariés d'une agence SFR située à Antony émettent sur des clients des commentaires aux accents antisémites et misogynes. Le jour même, le flux video est repéré par la LICRA et signalé à SFR qui identifie leurs auteurs et déclare les mettre à pied en vue d'un entretien de licenciement,.

### Agression retransmise en direct
Fin avril 2016, deux adolescents diffusent en direct une agression dont ils sont les auteurs. Un soir à Bordeaux, ils expliquent qu'ils vont mettre des « KO » (assommer quelqu'un) à une personne au hasard dans la rue dès que leur « live » atteindra 40 spectateurs. Très vite, ils en obtiennent 1 500, et l'un des deux jeunes assène des gifles et un balayage à un homme ivre à la sortie d'une boite de nuit. Ils prennent ensuite la fuite à l'approche des videurs. Le 27 avril, les deux agresseurs sont mis en examen ; la victime, qui a porté plainte, subit une ITT de 21 jours. L'un des mineurs publie ensuite une vidéo d'excuse sur YouTube, ainsi que sa mère, à la suite de la divulgation d'informations personnelles sur cette dernière qui a donné lieu à la réception de nombreuses insultes et menaces.

### Suicide
Dans l'après-midi du 10 mai 2016, une jeune femme de 19 ans met fin à ses jours en direct, en utilisant Périscope, se jetant sous la ligne du RER C à la gare d'Égly dans l'Essonne. Peu avant son geste, et toujours sur l'application, elle expliquait aux quelque 1 000 personnes la visionnant "qu'il va se passer quelque chose", sans précision. Dans un nouveau live, elle avait ensuite révélé son viol, et avait ensuite montré une photo de son agresseur. Le dernier live sera le drame. Bien qu'on ne la voie pas se jeter sous le train, la jeune femme ayant posé son téléphone, écran contre le sol, les images ont choqué les connectés. Ceux-ci ont exprimé dans leurs messages leur incompréhension, certains ayant même cru à une plaisanterie. De plus, à l'arrivée d'un secouriste, on le voit de face lui retirant le téléphone des mains. Le parquet d'Évry a ouvert une enquête pour en savoir plus sur les circonstances de ce drame, tandis que Twitter, après signalement, a supprimé l'accès à la video,.

## Interdictions
Le 12 juin 2018, quelques jours avant les élections, la justice turque interdit Periscope, un service utilisé notamment par l'opposition, après une plainte déposée trois ans plus tôt par une société turque dont le nom est similaire à celle de la société américaine puisqu'elle s'appelle Periskop.